# Andrea Londo
Andrea Londo (San Diego, 7 novembre 1992) è un'attrice statunitense.
Nota principalmente per aver interpretato il ruolo di Maria Salazar nella serie televisiva Narcos, ha successivamente recitato da protagonista nel film The Free Fall.

## Biografia
Nata a San Diego in una famiglia di immigrati messicani, inizia a recitare nel 2015 apparendo in un episodio di Catfish: false identità. Appare successivamente in singoli episodi delle serie Faking It - Più che amiche e Criminal Minds: Beyond Borders. Nel 2017 ottiene il suo primo ruolo di rilievo nella serie televisiva Narcos, interpretando il personaggio di Maria Salazar per l'intera durata della terza stagione. Ottiene successivamente vari ruoli in altre produzioni televisive e in film come Superfly e Dreaming Grand Avenue. Nel 2021 ottiene il suo primo ruolo da protagonista nel film horror The Free Fall, in cui interpreta il ruolo di Sara. Nel 2022 ottiene un ruolo ricorrente nella serie TV The Winchesters e recita nel film Good Egg.

## Filmografia

### Cinema
- Superfly, regia di Director X (2018)
- Dreaming Good Avenue, regia di Hugh Schulze (2019)
- Ice Cream in the Cupboard, regia di Drew Pollins (2019)
- The Free Fall, regia di Adam Stilwell (2021)
- Good Egg, regia di Nicole Gomez Fisher (2022)

### Televisione
- Catfish: false identità – Docu-reality, 1 episodio (2015)
- Faking It - Più che amiche – Serie TV, 1 episodio (2016)
- Criminal Minds: Beyond Borders – Serie TV, 1 episodio (2017)
- Narcos – Serie TV, 10 episodi (2017)
- Snowfall – Serie TV, 1 episodio (2019)
- Tommy – Serie TV, 1 episodio (2020)
- Bite Size Halloween – Serie TV, 1 episodio (2021)
- The Winchesters – Serie TV, 4 episodi (2022-2023)
- Matlock - serie TV (2024)